# Димитър Недялкович
Димитър Петров Недялкович (понякога Неделкович, до 1945 г. Недѣлковичъ) е български офицер, генерал-майор от пехотата, командир последователно на 3-та и 2-ра дружина от 6-и пехотен търновски полк през Сръбско-българската война (1885), началник на тиловото управление на 1-ва армия през Балканската (1912 – 1913) и Междусъюзническата (1913). Служи и по време на Първата световна война (1915 – 1918).

## Биография
Димитър Недялкович е роден на 25 октомври 1858 г. в Търново, Османска империя. През 1878 г. постъпва в Софийското военно училище, завършва на 10 май 1979 г. и е произведен в чин прапоршчик. Назначен е на служба в Търновска №9 пеша дружина. Служи и в Орханийска №11 пеша дружина. На 30 август 1882 г. е произведен в чин поручик, а от 30 август 1885 г. е капитан.
На 15 септември 1885 г. с височайши приказ №54 по военното ведомство капитан Недялкович е назначен за командир на 2-ра дружина от 6-и пехотен търновски полк, а с височайши приказ №70 от 13 октомври 1885 г. по военното ведомство е назначен за командир на 3-та дружина от полка. Междувременно на 30 септември се ражда синът му Димитър.
На 17 април 1887 г. е произведен в чин майор, на 19 януари 1889 г. поема временното командване на новосъздадения 18-и пехотен етърски полк, като е на тази служба до 15 май 1889 година. На 2 август 1891 е произведен в чин подполковник, а от 2 август 1895 е полковник. Излиза в запас в периода от 15 февруари 1900 г. до 15 март 1904 г. През 1909 година е награден с Кръст за независимостта на България 1908 когато е началник на Канцеларията при Военното министерство.
Полковник Недялкович взема участие в Балканската (1912 – 1913) и Междусъюзническата (1913) като началник на тиловото управление на 1-ва армия. Взема участие и в Първата световна война, като на 31 октомври 1918 г. е произведен в чин генерал-майор и уволнен от служба. На 5 август 1920 г. преминава в Опълчението.
Генерал-майор Димитър Недялкович умира на 4 януари 1928 година.
По време на военната си кариера служи и като помощник-началник на Главното интендантство и като председател на ликвидационната комисия към Главното интендантство.

## Семейство
Димитър Недялкович е женен и има 2 деца. Синът му Димитър (30 септември 1885) също поема военното поприще на баща си, като завършва военното училище през 1907 г. От 15 август 1907 г. е подпоручик, от 4 септември 1910 г. е поручик и от 1 ноември 1913 г. – капитан. Служи в 4-ти артилерийски полк и в Софийски крепостен батальон. Взема участие в Балканските войни (1912 – 1913).

## Военни звания
- Прапоршчик (10 май 1879)
- Подпоручик (1 ноември 1879, преименуван)
- Поручик (30 август 1882)
- Капитан (30 август 1885)
- Майор (17 април 1887)
- Подполковник (2 август 1891)
- Полковник (2 август 1895)
- Генерал-майор (31 октомври 1918)

## Образование
- Военно на Негово Величество училище (1878 – 1879)

## Награди
- Кръст за независимостта на България 1908 (1909)